# Frans Pauwels
Frans Pauwels (Kieldrecht, 8 september 1918 - 24 januari 2001) was een in België geboren Nederlands wielrenner. 
Pauwels was van 1937 tot 1950 profwielrenner. In 1940 won hij een etappe in de Ronde van Catalonië en de 1 Mei Prijs Hoboken. In 1946 ging hij met de Nederlandse ploeg van start in de Ronde van Spanje. Tijdens deze ronde wist hij met de Nederlandse ploeg de ploegentijdrit te winnen en werd hij twintigste in het klassement. Een jaar later werd hij elfde in het klassement van de Ronde van Spanje. Pauwels ging van start in de Ronde van Frankrijk in 1948 en 1949 maar wist beide ronde niet uit te rijden.
Na zijn carrière vertrok Pauwels met zijn gezin naar de Verenigde Staten waar hij ging werken in een fietsenwinkel in Aloha, Oregon. In 1958 nam hij deze winkel over.

## Palmares
1937
Hulst
1940
2e etappe Ronde van Catalonië
1 mei prijs Hoboken
1946
Melsele
9e etappe deel a Ronde van Spanje (ploegentijdrit)
Steendorp
1947
 Nederlands kampioenschap
Sint-Niklaas